# Godło Hongkongu

Godło Hongkongu

Kolonialny herb Hongkongu (1959-1997)

Godło Hongkongu zostało przyjęte 1 lipca 1997 wraz ze zwrotem Hongkongu Chinom przez Wielką Brytanię.
Godło przedstawia te same elementy, które umieszczono na fladze Hongkongu. Kwiat bauhinii symbolizuje ludność regionu, a pięć gwiazd pochodzi z chińskiej flagi i oznacza, że Hongkong jest nieodłączną częścią Chińskiej Republiki Ludowej. Wokół centralnej części godła znajduje się oficjalna nazwa Hongkongu w języku chińskim (w piśmie tradycyjnym): 中華人民共和國香港特別行政區 (Hongkong Specjalny Region Administracyjny Chińskiej Republiki Ludowej) oraz Hong Kong w języku angielskim.